# Friedrich Albrecht Habsburško-Lotarinški
Friedrich Albrecht, avstrijski nadvojvoda in feldmaršal, * 3. avgust 1817, † 18. februar 1895.